# ألم العصعص
ألم العصعص (بالإنجليزية: Coccydynia) هو مصطلح طبي يُشير إلى الألم الواقع في منطقة العصعص أو منطقة الذيل أسفل الحوض، وغالبًا ما ينشأ نتيجة السقوط على العصعص أو عن طريق التهيج المستمر والذي عادةً ما ينتج بسبب الجلوس لساعاتٍ طويلة.

## تشريح

### البنية
يحدث ألم العصعص في أسفل جزء من العمود الفقري، ألا وهو العصعص، والذي يعتقد تطوريا أنه ذيل أثاري، أو بعبارة أخرى “عظم الذيل”. مصطلح coccyx والذي يعني العصعص هو مشتق من الكلمة الإغريقية cuckoo نظرا لمظهره الذي يشبه المنقار. يتكون العصعص من 3 إلى 5 فقرات، قد تكون بعضها مندمجة معا. الجانب البطني للعصعص يكون مقعرا بشكل طفيف في حين أن الجانب الظهري يكون محدبا على نحو طفيف. كلا الجانبين لديهما أخاديد مستعرضة تظهر مكان اندماج الوحدات العصعصية الأثارية في السابق. يرتبط العصعص بالعجز من الأخاديد الظهرية حيث يكون الارتباط إما بصورة ارتفاق أو كمفصل زلالي حقيقي، ويرتبط أيضا بالعضلة الإلوية الكبيرة، والعضلة العصعصية، والرباط الشرجي العصعصي.

### اتجاهات العصعص
هناك أربع اتجاهات مختلفة للعصعص تشريحيا، كما وصفها بوستاسشيني وماسوبريو. في النمط الأول يكون العصعص منحنيا باتجاه الأمام وقمته متوجهة للأسفل وبشكل ذيلي. في النمط الثاني يكون الانحناء الأمامي أكثر حدة مقارنة بالنمط الأول وتكون قمة العصعص ممتدة نحو الأمام. في النمط الثالث يكون العصعص منزويا للأمام بشكل حاد. أخيرا، في النمط يتميز بأن العصعص يكون مصابا بخلع جزئي عند المفصل العجزي العصعصي.

### الفسيولوجيا المرضية
هناك مسارات فسيولوجية مرضية شائعة يمكن من خلالها أن بصاب الشخص بألم العصعص. السببان الرئيسيان لهذه الحالة هما الاصطدام المفاجئ نتيجة للسقوط وأيضا ألم العصعص الناجم عن ضغط عملية الولادة لدى النساء. الطرق الأخرى للإصابة بألم العصعص هي الخلع الجزئي للالتصاق الغضروفي العجزي العصعصي الذي قد ينتج عن حركة غير طبيعية للعصعص بسبب الجلوس المفرط والرضوض المتكررة في الأربطة المحيطة والعضلات، مما يؤدي إلى التهاب في الأنسجة وحصول الألم.

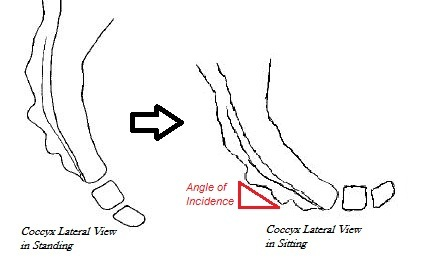
عرض سهمي من العصعص في وضع الجلوس والجلوس

## التشخيص
يمكن أن يسبب عدد من الحالات المختلفة ألمًا في المنطقة العامة من العصعص، ولكن لا تشمل جميعها العصعص والعضلات المرتبطة به. المهمة الأولى للتشخيص هي تحديد ما إذا كان الألم مرتبطًا بالعصعص أم لا. يمكن لفحص المستقيم البدني والأشعة السينية عالية الدقة ومسح التصوير بالرنين المغناطيسي أن يستبعد أسبابًا مختلفة لا علاقة لها بالعصعص، مثل كيسات تارلوف والألم المشار إليه من أعلى العمود الفقري. من الجدير بالذكر أنه على عكس معظم الكتب التشريحية، يتكون العصعص من عدة أجزاء: غالبًا ما يتم تشخيص «العصعص المكسورة» عندما يكون العصعص طبيعيًا أو عند وجود خلع في المفصل بين قطع العصعص.
اختبار بسيط لتحديد ما إذا كان العصعص مرتبطاً بحقن مخدر موضعي في المنطقة. إذا كان الألم متعلقًا بالعصعص، فينبغي أن ينتج عنه راحة فورية.
إذا كان اختبار المخدر إيجابيًا، فقد تظهر الأشعة السينية الديناميكية (الجلوس / الوقوف) أو مسح التصوير بالرنين المغناطيسي ما إذا كان العصعص ينزلق عندما يجلس المريض.
أظهر استخدام الأشعة السينيةالديناميكية على 208 مريض أعطوا نتائج إيجابية مع اختبار التخدير:
1. 31٪ لا يمكن تحديد سبب الألم.
2. 27٪ فرط الحركة(الثني المفرط للعصعص للأمام وللأعلى عند الجلوس).
3. 22٪ خلع خلفي (خلع جزئي للعصعص للخلف عند الجلوس).
4. 14٪ شويكة[8](نتوء عظمي) على العصعص.
5. 5٪ خلع أمامي (خلع جزئي للعصعص إلى الأمام عند الجلوس).

وجدت هذه الدراسة أن نمط الآفات كان مختلفًا اعتمادًا على سمنة المرضى: كان المرضى البدينون أكثر عرضة للإصابة بالارتخاء الخلفي للعصعص، بينما كان المرضى النحيفون على الأرجح مصابين بالشويكات العصعصية.

## الأسباب
أحد الطرق المُتّبعة في تصنيف ألم العصعص هي تحديد ما إذا كانت بداية الألم رضحية أو غير رضحية.  في كثير من الحالات، السبب الدقيق غير معروف ويشار إليه باسم ألم العصعص مجهول السبب.
بشكل عام، ألم العصعص إصابة شائعة إلى حد ما، حيث يمكن أن ينتج عن طريق السقوط، خاصة في الأنشطة الترفيهية مثل ركوب الدراجات في الجبال والتزلج. غالبًا ما يتم الإبلاغ عن ألم العصعص بعد السقوط أو بعد الولادة. في بعض الحالات، قد يتسبب الضغط المستمر من أنشطة مثل ركوب الدراجات في ظهور آلام العصعص.عادةً ما يكون ألم العصعص الناتج عن هذه الأسباب مؤقتاً، ولكنه قد يصبح دائماً إن لم يتم التحكم فيه. قد يتمحض ألم العصعص أيضًا عن وضعية الجلوس غير الصحيحة، حيث أن ذلك قد يتسبب في إجهاد منطقة العصعص. كما يمكن أن يكون السبب، في بعض الحالات النادرة، عن طريق إيلاج القبضة الشرجية (anal fisting).
في حالات نادرة، يرجع ألم العصعص إلى التواجد غير المشخص للورم المسخي العجزي العصعصي أو ورم آخر في المنطقة المحيطة بالعصعص.

## انتشار
كشفت دراسة أجريت على 2000 حالة من آلام الظهر التي أُحيلت إلى المستشفى أن 2.7٪ تم تشخيصهم على أنهم يعانون من آلام عصعصية. يحدث هذا النوع من الآلام خمس مرات أكثر في النساء مقارنةً بالرجال. يمكن أن يحدث في أي عمر، حيث يبلغ متوسط عمر البدء حوالي 40 عامًا.

## المظاهر السريرية
الأنشطة التي تسبب ضغطاً مباشراً على المنطقة المتأثرة بألم العصعص هي، على سبيل المثال لا الحصر، ركوب الدراجات وركوب الخيل والتزلج وأنشطة أخرى، خاصةً تلك التي تتطلب الجلوس لفترات طويلة.  غالبًا ما تتميز الحالة الطبية بألم يزداد سوءًا مع الإمساك مما يخفف من حركة الأمعاء. في الحالات النادرة، حتى الجماع الجنسي يمكن أن يؤدي إلى تفاقم الأعراض.

## العلاج غير الجراحي
نظرًا لأن الجلوس على المنطقة المصابة قد يؤدي إلى تفاقم الحالة، فمن المستحسن وضع وسادة مخصصة للظهر تحت منطقة العصعص. إذا كان هناك ألم في عظمة الذنب مع حركات الأمعاء، فقد يساعد تليين البراز وزيادة الألياف في النظام الغذائي على تهدئة الألم. يمكن أيضاً وصف الأدوية المضادة للالتهابات مثل الأدرية الاستيرويدية المضادة للالتهاب. 
إذا استمر الألم، فقد يتم تطبيق علاجات أخرى. يتم العلاج اليدوي عن طريق التدليك المتكرر للعضلات المرتبطة بالعصعص، عبر فتحة الشرج.  عادة ما يتم إعطاء مثل هذا العلاج عن طريق المعالجة اليدوية أوالفيزيائية أو التجبير العظمي. طبق الباحث ثايل هذا العلاج على سلسلة من 169 مريضًا مصاباً بألم العصعص، وأبلغ عن علاج 63٪ منهم.
يقوم جراحو العظام عادةً بحقن الكورتيكوستيرويدات في المفصل المسبب للألم.  طبق ماين وتامالت هذا العلاج على 86 مريضاً تحت إشراف الفلوروسكوب.بعد شهرين من الحقن، تحسن أو شُفي 50 ٪ من المرضى الذين يعانون من خلع المفصل أو الحركة المفرطة، ولكن فقط 27 ٪ من المرضى الذين يعانون من أي خلل واضح تحسنوا.
أحيانًا يتم تطبيق الكتل العصبية المؤقتة أو الدائمة في حالات الإصابة بألم العصعص. ذكر فوي وآخرون أن الكتل العصبية المؤقتة المتكررة عن طريق الحقن في منطقة العقدة المنفردةيمكن أن توفر الراحة في عدد من الحالات، وأحيانًا كانت الحقنة الواحدة كافية.

## العلاج الجراحي
إذا فشلت العلاجات غير الجراحية في تخفيف الألم، أو في حال وجود سرطان، فقد تكون هناك حاجة لإجراء عملية جراحية لإزالة العصعص (استئصال العصعص).  في الحالات التي يستمر فيها الألم بعد الجراحة، قد تساعد الأدوية القياسية للألم المزمن، مثل مضادات الاكتئاب الثلاثية الحلقات، على تخفيف الألم.

## الوقاية والتخفيف من الألم
تُعد وضعية الجسم أساسية لتخفيف الضغط في منطقة العصعص. الوضعية السيئة يمكن أن تؤثر بشكل كبير على ألم العصعص. يمكن أن يحدث الألم في العصعص نتيجة للعديد من الحوادث اليومية مثل السقوط أو ركوب الخيل أو حتى الجلوس على الأسطح الصلبة لفترة طويلة من الزمن. التركيز الرئيسي للوقاية هو منع حدوث آلام العصعص، عن طريق تصحيح الأنشطة اليومية التي تسهم فيه. بالإضافة إلى ذلك، يمكنك أخذ حمامات المياه الساخنة أو الباردة.  يُفضّل أن يكون الماء الساخن أو البارد يجري على الظهر باستمرار إذا أصبح الألم لا يطاق. يُنصح أيضاً باستخدام الماء البارد إذا استمر الألم على فترات من 5-6 دقائق.

المعدات المناسبة المستخدمة لمنع آلام العصعص:
لا توجد طريقة محددة للوقاية الكاملة من آلام العصعص لأن أي حادث يمكن أن يحدث في أي وقت. ومع ذلك، فإن الأشخاص الذين يعانون من السمنة المفرطة هم أكثر عرضة لخطر الإصابة بألم العصعص. بطبيعة الحال، حمل الوزن الزائد يساهم أيضاً في زيادة الضغط على العصعص أثناء الجلوس مما يؤدي إلى زيادة فرص الألم.عدم حمل الأشياء الثقيلة وتجنب زيادة الوزن يمكن أن يساعدا في التقليل من التوتر والضغط على العصعص.إن تجنب ممارسة الرياضة مثل كرة السلةأو كرة القدمأو الهوكييمكن أن يقلل من مخاطر آلام العصعص، لأنه يمكن أن يساعد في تقليل فرص السقوط.  طريقة أخرى هي معدات السلامة المناسبة للرياضة لمنع آلام العصعص.  على سبيل المثال، هناك بعض الملابس الخاصة للهوكي التي توفر وسادة إضافية تحمي الفخذ والعصعع والأرداف.
تمارين للوقاية:
يمكن أن يساعد تمديد المغبنالركبي على منع حدوث ألم العصعص بعد فترات طويلة من الجلوس.  يمكن أن تؤدي العضلة الكبيرة المقربةفي امتداد الفخذ المغبني، وعندما يكون ضيقًا يمكن أن يسهم في ألم عظم الذنب، لذلك يمكن أن يساعد التمدد على منع ألم العصعص.  يمكن أن تمتد مساحات أخرى مثل الامتداد الكمثري، وتمديد اليدين إلى القدمين، وتخفيف الضغط عن العضلات حول العصعص، خاصةً بعد الجلوس لفترة طويلة. هذا يساعد على التخلص من التوتر المتراكم حول العضلات في العصعص.

## روابط خارجية
- www.coccyx.org ، موقع على شبكة الإنترنت حول أسباب العصعص، والعلاج والتعامل مع الحالة
- آلام العصعص، آلام عظمة الذنب، العصعص مراجعة المادة في eMedicine عبر Medscape